# Rozwój lokalny
Rozwój lokalny - proces pozytywnych zmian (wzrostu ilościowego i postępu jakościowego) zachodzących na danym – stosunkowo niewielkim – obszarze, z uwzględnieniem potrzeb, preferencji i hierarchii wartości właściwych dla tego obszaru.

## Cele rozwoju społeczno–gospodarczego
1. cel główny: zagwarantowanie mieszkańcom możliwie najwyższego poziomu życia.
2. cele uzupełniające cel główny:

- - zapewnienie mieszkańcom pracy (dochody),
  - zapewnienie warunków bytu materialnego (wyżywienie, mieszkanie, bytowanie w środowisku nieszkodzącym zdrowiu),
  - zapewnienie pozytywnego środowiska dla rozwoju duchowego (możliwość kształcenia, wypoczynku, uczestnictwa w kulturze i rozrywce, dostępu do informacji, możliwość podróży oraz obcowania z szeroko pojętym otoczeniem),
  - zapewnienie podstawowej potrzeby bezpieczeństwa i perspektywy na przyszłość (poczucie stabilizacji) oraz możliwości rozwoju dla przyszłych pokoleń.

## Czynniki rozwoju lokalnego
1. wewnętrzne (miejscowe) – są to miejscowe możliwości i miejscowe potrzeby rozwoju. Miejscowe możliwości trzeba rozumieć jako lokalne zasoby (ludzkie, majątkowe, surowcowe), przy czym ważny jest ich rozwój, jakość, dostępność i efektywność wykorzystania oraz adekwatność do ogólnej strategii rozwoju. Potrzeby rozwoju natomiast, to dążenie do zagwarantowania określonego poziomu życia ludności lub odpowiedniego tempa jego wzrostu.
2. zewnętrzne (pozamiejscowe) – obejmują politykę gospodarczą państwa oraz całe jej otoczenie, jak również politykę przestrzenną. Duże znaczenie odgrywają tu:
  - ogólnopaństwowa polityka społeczna,
  - ogólnopaństwowe podstawy kształtowania poziomu życia społecznego,
  - sytuacja kraju w układzie międzynarodowym i charakter obrotów z innymi krajami (polityka importu i eksportu).